# Tiuranen
Tiuranen med Paskaletto är en ö i Finland. Den ligger i Bottenviken och i kommunen Simo i den ekonomiska regionen  Kemi-Torneå i landskapet Lappland, i den norra delen av landet. Ön ligger omkring 100 kilometer söder om Rovaniemi och omkring 600 kilometer norr om Helsingfors.
Öns area är 2,62 kvadratkilometer och dess största längd är 3,1 kilometer i nord-sydlig riktning. På öns sydligaste udde står den nedre av två ensfyrar. Tillsammans med den övre fyren på Korkiakari märker den ut farleden västerut mot Ykskivi.

## Sammansmälta delöar
- Tiuranen 65°36′29″N 24°56′49″Ö / 65.60807°N 24.94688°Ö
- Paskaletto 65°37′24″N 24°57′04″Ö / 65.62341°N 24.95119°Ö